# 後潟村
後潟村（うしろがたむら）は、かつて青森県にあった村。

## 地理
- 河川：六枚橋川、後潟川
- 山岳：大阪山

## 沿革
- 1889年（明治22年）4月1日 - 町村制施行により東津軽郡後潟村、左堰村、小橋村、六枚橋村、四戸橋村が合併し、後潟村が発足。
- 1956年（昭和31年）9月1日 - 青森市に編入され消滅。

## 公共施設等
青森市との合併時点分
- 国鉄津軽線後潟駅
- 後潟中学校
- 後潟小学校
- 後潟郵便局